# B. F. Skinner

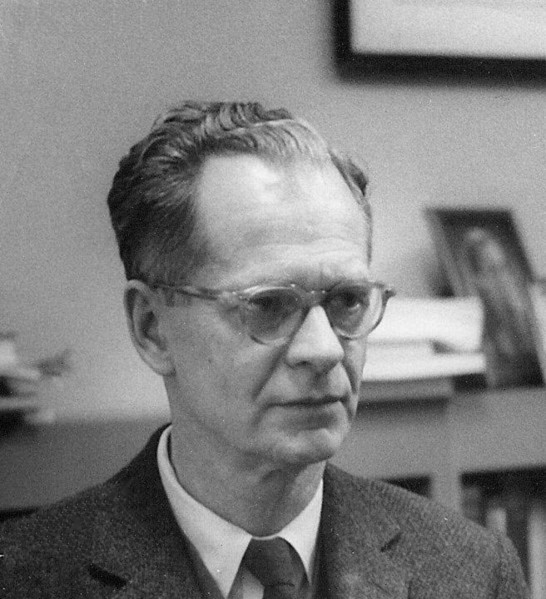
B. F. Skinner, Harvard, um 1950

Burrhus Frederic Skinner (* 20. März 1904 in Susquehanna Depot, Susquehanna County, Pennsylvania; † 18. August 1990 in Cambridge, Massachusetts), bekannt als B. F. Skinner, war ein US-amerikanischer Psychologe und der prominenteste Vertreter des Behaviorismus in den Vereinigten Staaten. Er prägte die Bezeichnung operante Konditionierung, erfand das sogenannte programmierte Lernen und verfasste den weltweit beachteten utopischen Roman Walden Two (auf Deutsch zunächst unter dem Titel Futurum Zwei erschienen). Skinner ist der Begründer des Radikalen Behaviorismus und der Verhaltensanalyse.
Skinner wurde 2002 in der Fachzeitschrift Review of General Psychology (herausgegeben durch die American Psychological Association) vor Jean Piaget und Sigmund Freud als der bedeutendste Psychologe des 20. Jahrhunderts bezeichnet.

## Leben
Nach dem Besuch der High School absolvierte Skinner im Hamilton College in Clinton, New York bis 1926 ein kunst- und sprachwissenschaftliches Studium. Er wollte Schriftsteller werden, brachte jedoch nur ein Dutzend Artikel in Zeitungen unter, so dass er in New York als Gehilfe in einer Buchhandlung zu arbeiten begann. Der Biografie seiner Tochter Julie S. Vargas zufolge wurde er erst dort auf die Schriften von Iwan Petrowitsch Pawlow und John B. Watson aufmerksam und schrieb sich daher ab 1928 an der Harvard University im Fach Psychologie ein. Damals war dort gerade eine neue verhaltensphysiologische Abteilung eingerichtet worden, deren Leiter William John Crozier Tiere „als Ganzes“ zu analysieren versuchte, also ohne Betrachtung von Vorgängen in deren Innerem. Skinner wurde zu eigenen Experimenten ermuntert und entwickelte letztlich die nach ihm benannte Skinner-Box, mit deren Hilfe das Verhalten von Testtieren im Prinzip auch heute noch quantitativ erfasst wird – auch viele deutsche Universitäten und Schulen verwenden derartige Apparaturen im Rahmen von Praktika. Skinners experimentelles Vorgehen wurde die Grundlage der Experimentellen Verhaltensanalyse. 1949 wurde Skinner in die American Philosophical Society, 1950 in die National Academy of Sciences und 1952 in die American Academy of Arts and Sciences gewählt.
In seinen späteren Jahren zeigte sich Skinner sehr pessimistisch hinsichtlich der Fähigkeit der Menschen, in der Zukunft drohende Gefahren globalen Ausmaßes wie Umweltzerstörung, Ressourcenverknappung und Überbevölkerung abzuwenden. In einem Essay lieferte er eine psychologische Erklärung für das Ausbleiben von wirksamen Vorsorgemaßnahmen trotz vorhandenen technischen und wissenschaftlichen Wissens.
Skinner, dessen Hauptwerk Science and Human Behavior (deutsch: Wissenschaft und menschliches Verhalten) 1953 erschienen war, schrieb bis ins hohe Alter Bücher und Aufsätze, selbst nachdem 1989 eine Leukämie bei ihm diagnostiziert worden war. Zehn Tage vor seinem Tod hielt er seinen letzten Vortrag vor der American Psychological Association. Seine Tochter hielt fest: „Er beendete den Artikel, aus dem die Rede stammte, am 18. August 1990, dem Tag, an dem er starb.“ („He finished the article from which the talk was taken on August 18, 1990, the day he died.“).

## Werk

### Die Skinner-Box

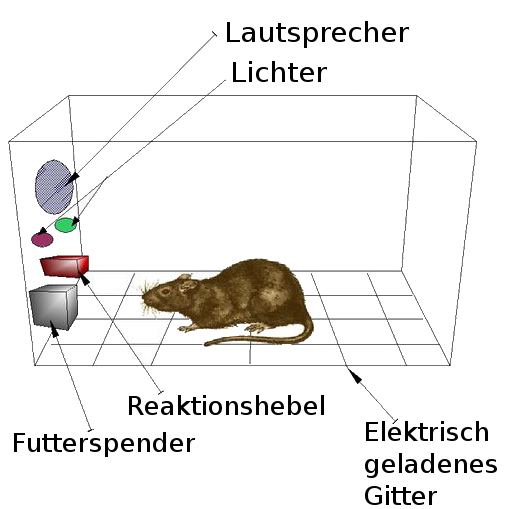
Möglicher Aufbau einer Skinner-Box

Solch ein Lernexperiment kann folgenden Ablauf haben: Ein Tier wird in einen speziellen Testkäfig, die Skinner-Box gesetzt, in den mindestens ein kleiner Hebel hineinragt.  Jeder Hebeldruck des Test-Tieres wird übersetzt in die Aufwärtsbewegung eines Schreibstiftes, unter dem ein Papierstreifen horizontal zur Seite bewegt wird. So entsteht eine kumulative Aufzeichnung (das Aufzeichnungsgerät heißt Cumulative Recorder), in der die Reaktion des Tieres in Abhängigkeit von der Dauer des Lerntests dokumentiert wird – je steiler die Kurve nach oben geht, desto schneller hat das Tier die vom Testleiter erwünschte Aktion gelernt. Eine solche Aktion kann zum Beispiel wie folgt aussehen: Das Testtier drückt nach dem Aufleuchten eines Lämpchens oder nach einem akustischen Signal den Hebel.

### Lernen auf Grund von Belohnung
Skinner entdeckte bei seinen Experimenten, dass die Häufigkeit der Hebeldrücke seiner Ratten nicht allein von vorhergehenden Stimuli abhängig war (wie dies Watson und Pawlow betont hatten), sondern auch – und vor allem – von Reizen, die erst nach einem Hebeldruck folgten: Er untersuchte also keine Verhaltensweisen, die (wie die Reflexe) nach dem relativ starren Prinzip „Reiz – Reaktion“ abliefen, sondern durch Umwelteinflüsse (sprich: die auf eine Reaktion folgenden Konsequenzen) beeinflusst wurden – zum Beispiel durch eine Futterbelohnung. Skinner prägte für die so beim Testtier aufgebauten Bewegungsabfolgen den Fachausdruck „operantes Verhalten“. Den Vorgang, in dessen Verlauf das operante Verhalten erzeugt wird, bezeichnete er als „operante Konditionierung“; das Wort „lernen“ verbietet sich hier, da es sich hierbei um einen angenommenen mentalen Vorgang im Tier handelt, was im Rahmen der Skinner’schen Lerntheorie aber als unwissenschaftlich angesehen wird.

### Tauben im Kriegsdienst
Aufgrund seiner erfolgreichen verhaltensbiologischen Arbeiten konnte er nach dem Doktorexamen 1931 in Harvard fünf Jahre lang eigenständig forschen, wechselte 1936 aber als Dozent (und später Professor) für Psychologie an die Universität von Minnesota in Minneapolis, wo er seine experimentellen Studien allerdings nicht mehr fortführte. Erst 1944, als Deutschland im Zweiten Weltkrieg bereits ferngesteuerte Bomben gegen Ziele in England einsetzte (V2-Raketen, die noch im Flug gelenkt werden konnten), reaktivierte Skinner seine Experimentierfreudigkeit: Er ging auf die Suche nach finanzieller Unterstützung für ein (heute grotesk anmutendes) streng geheimes militärisches Projekt. Skinner dressierte Tauben, deren Pickbewegungen dazu genutzt werden sollten, eine Fernrakete auf Kurs zu halten; offenbar plante er, jeder Rakete eine Taube beizugesellen – man entschied sich dann aber doch für radargestützte Fernlenksysteme. Gleichwohl blieben Tauben für Skinner auch in späteren Jahren die wichtigsten Modellorganismen für seine Verhaltensstudien; jedenfalls führte er niemals wieder Experimente mit Ratten durch. Für die Arbeiten zur Raketensteuerung erhielt Skinner 2024 posthum den ironischen Ig-Nobelpreis für Frieden.
Es existieren Filmaufnahmen von konditionierten Tauben, anhand derer man beispielsweise das Entstehen von abergläubischem Verhalten nachvollziehen kann.

### Leben in einer geplanten Gesellschaft
1948 kehrte Skinner als Ordinarius für Psychologie nach Harvard zurück und blieb an dieser Hochschule bis zu seiner Emeritierung 1974. Ebenfalls 1948 entstand, noch unter dem Eindruck hunderttausender Kriegsheimkehrer, sein Roman Walden Two (die erste deutsche Ausgabe trug den Titel: Futurum Zwei), der allerdings erst nach mehr als einer Dekade zu einem viel diskutierten Buch wurde. Der Roman schildert das Leben einer durch operante Konditionierung geformten Gemeinschaft und findet bis heute international Beachtung. In ihm zeigt Skinner ein befriedetes Zusammenleben in einer konfliktfreien Gesellschaft, die sich auf Technologien der Verhaltenssteuerung stützt und insbesondere auf die positive Verstärkung von sozial gewünschten Verhaltensweisen. Dieser utopische Roman wurde Skinners bekanntestes Werk, wegen der in ihm propagierten, von vielen als manipulativ bewerteten Sozial- und Verhaltenstechniken wird er aber weithin – gegen Skinners Intention – als „negative Utopie“ rezipiert: Der Roman (und auch Skinner selbst) lässt die Frage offen, wer das Recht (die Allmacht) haben soll, die gesellschaftlichen Rahmenbedingungen festzulegen, die hernach das Zusammenleben der Angehörigen dieser Gesellschaft bis ins Kleinste bestimmen, also auch ihre ethischen Normen.
Kritik erntete Skinner, als er in den 1940er-Jahren eine als Air Crib („luftiges Kinderbett“) bezeichnete Aufbewahrungs-Box für Kleinkinder propagierte und darin auch seine eigene Tochter Deborah zeitweise aufbewahrte. 1945 kritisierte die Presse, seine Tochter diene als „Versuchskaninchen“, und es sei besser, wenn Kinder „unter natürlichen Lebensbedingungen natürlich“ heranwüchsen. Deborah Skinner bestritt aber im Jahr 2004, dass diese Unterbringung mit einer Skinner-Box vergleichbar gewesen sei. Die Air Crib sei von ihrem Vater angewandt und verbreitet worden, in der Absicht, das Leben junger Eltern zu erleichtern. Diese Unterbringungsmethode hat bis zum heutigen Tage Anhänger.

### Programmiertes Lernen und Sprachlabors, Sprache als Verhalten

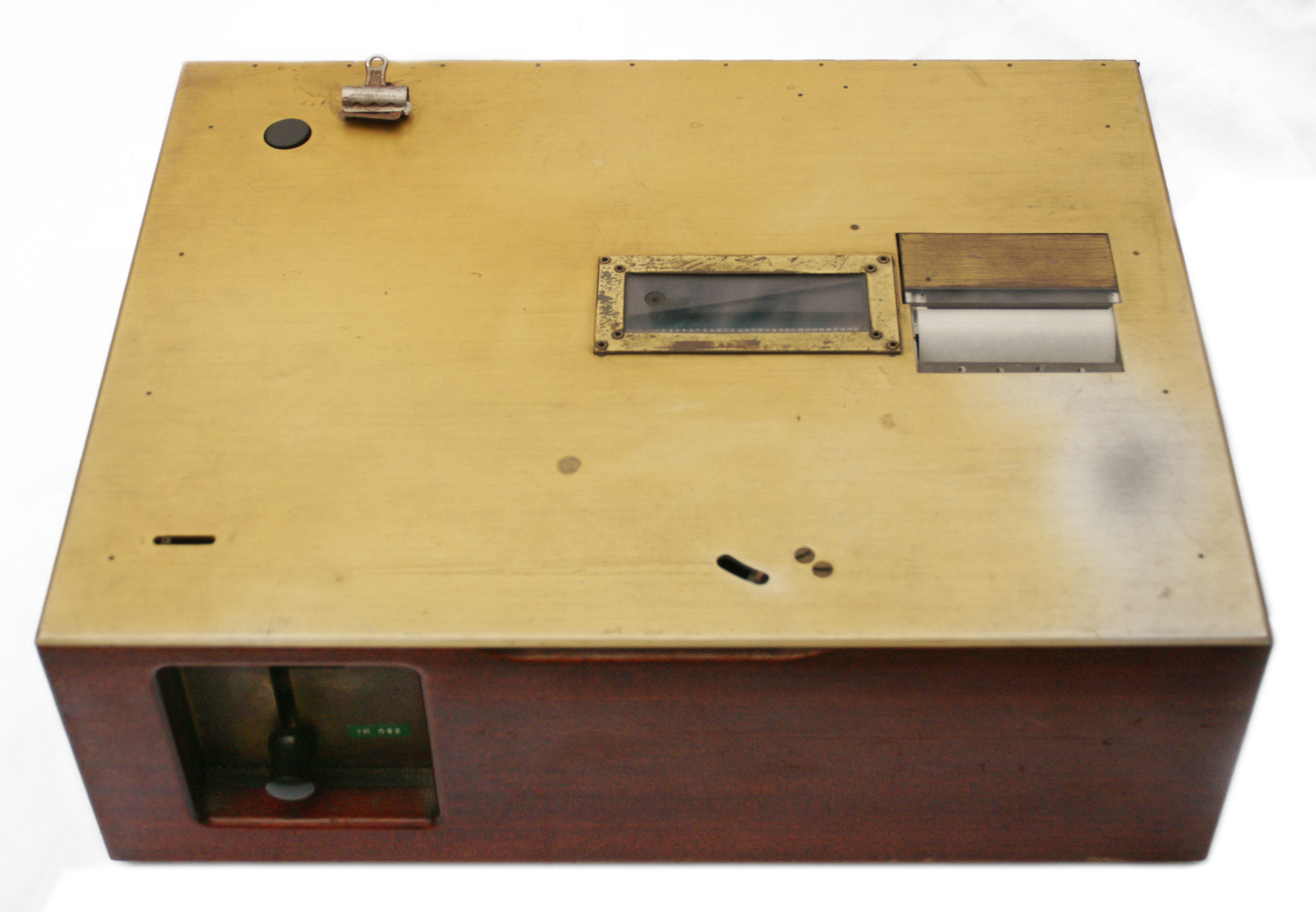
Skinners Lernmaschine, Außenansicht

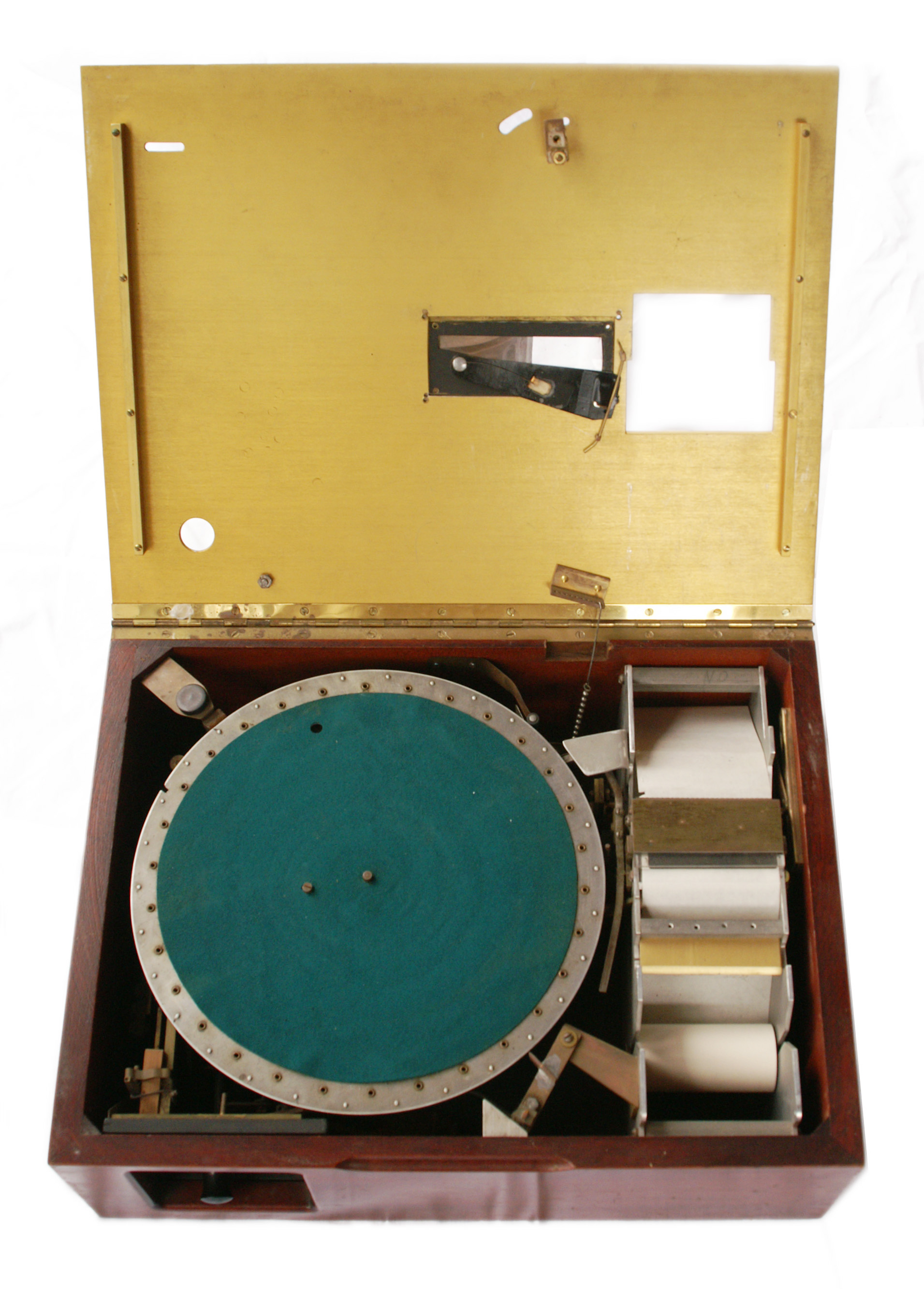
Skinners Lernmaschine, Innenleben

1953 erschien Science and Human Behavior, in dem Skinner die am Tiermodell gewonnenen Erkenntnisse auf den Menschen übertrug. Im weiteren Verlauf der 1950er Jahre entwickelte Skinner auf der Grundlage seiner schon in Walden Two beschriebenen lerntheoretischen Erwägungen sogenannte Lernmaschinen und die Methode des programmierten Lernens, die darauf beruht, den gesamten Lernstoff in kleine Untereinheiten zu zerlegen, deren korrekte Wiedergabe durch die Erlaubnis „belohnt“ wird, den nächsten Lernschritt zu unternehmen, so dass man sich im Selbststudium schrittweise  Wissen selbst aneignen und den Lernerfolg auch selbst kontrollieren kann. Diese Vorgehensweise war in den 1960er Jahren auch in Deutschland unter jungen Lehrkräften recht populär, geriet dann aber weitgehend in Vergessenheit und feierte erst durch die „modernen“ PC-gestützten Sprachlernprogramme ein gewisses Comeback. Auch die sogenannten Sprachlabore verdanken ihre Existenz letztlich Skinner.
1957 beendete Skinner die über 20 Jahre dauernde Arbeit an Verbal Behavior, seiner Theorie des sprachlichen Verhaltens. Skinner interpretierte menschliche Sprache als ein Verhalten, das denselben Gesetzen unterliegt wie auch alles andere Verhalten. Skinner selbst betrachtete Verbal Behavior als sein Hauptwerk. Zugleich kennzeichnet Verbal Behavior aber auch den Beginn der sogenannten kognitiven Wende. Viele Psychologen wandten sich in den folgenden Jahren und Jahrzehnten vom Behaviorismus allgemein und Skinners Verhaltensanalyse im Besonderen ab und der kognitiven Psychologie zu. Erwähnenswert ist in diesem Zusammenhang die Besprechung des Buches durch den Sprachwissenschaftler Noam Chomsky. Chomskys Kritik fand breite Beachtung und wird gelegentlich auch heute noch als Widerlegung von Skinners Positionen betrachtet.

### Operante Konditionierung: ein kurzer Überblick
Skinner setzte die grundlegende Arbeit von Edward Lee Thorndike fort und prägte die Bezeichnung operante Konditionierung in Abgrenzung zur klassischen Konditionierung.
Die klassische Konditionierung, die zuerst von Iwan Petrowitsch Pawlow erforscht wurde, nutzt die Existenz einer bereits vorhandenen Abfolge von Reiz und Reaktion (schon das Riechen von Nahrung hat zur Folge, dass Speichelfluss einsetzt). Der Versuchsleiter bietet sodann parallel zum gewöhnlichen Reiz stets einen andersartigen Reiz (zum Beispiel einen Glockenton) an, mit der Folge, dass nach erfolgreicher Konditionierung schon beim Ertönen der Glocke der Speichelfluss einsetzt.
Im Unterschied zur klassischen Konditionierung wird bei der operanten Konditionierung spontanes Verhalten durch die folgende Konsequenz gefördert oder vermindert. Als am wirkungsvollsten haben sich auch im Tierexperiment angenehme Konsequenzen herausgestellt, also eine Belohnung zum Beispiel durch Futter. Allerdings können auch Vermeidungsreaktionen konditioniert werden, bei Katzen und anderen Haustieren zum Beispiel mit Hilfe einer Bestrafung durch Wasserspritzer.
Während die klassische Konditionierung also stets auf einem bereits weitgehend vorhandenen Verhaltensrepertoire aufbaut und dieses im Grunde nur variiert, können mit Hilfe der operanten Konditionierung sehr vielfältige neue Verhaltensmuster erzeugt werden (gleichwohl müssen natürlich auch hier die grundlegenden Bewegungsabfolgen zumindest als physiologisch möglich schon vorher existieren). Das Abrichten von Pferden und das erfolgreiche Absolvieren einer „Hundeschule“ basiert seit langem schon vollständig auf den von Skinner systematisch erforschten Techniken der Verhaltensformung.
Formelhaft beschreiben kann man die beiden Varianten der Konditionierung so:
- S ⇒ R (Stimulus – Response; Reiz – Reaktion)
- S ⇒ R ⇒ C (hinzu kommt: Consequence; Konsequenz), wobei „C“ in jedem Fall zurückwirkt auf „R“: entweder positiv oder negativ (entweder wird sich die Auftretenswahrscheinlichkeit für die Abfolge S-R-C dank einer Belohnung erhöhen oder aufgrund einer Bestrafung vermindern)

## Schriften
- A case history in scientific method. In: American Psychologist. 11, 1956, S. 221–33, doi:10.1037/h0047662 (enthält eine Beschreibung seiner wissenschaftlichen Anfänge mit der „Skinner-Box“).
- The Behavior of Organisms: An Experimental Analysis. 1938. (enthält eine Übersicht über seine frühen Studien in Harvard) (1991 und 1999 nachgedruckt durch die B. F. Skinner Foundation, ISBN 0-87411-487-X). Volltext (PDF)
- Verbal Behavior. 1957. (nachgedruckt durch die B. F. Skinner Foundation, ISBN 0-87411-591-4, archive.org)
- The Technology of Teaching. 1968, ISBN 0-13-902163-9. (enthält eine Zusammenfassung seiner Schriften zum „programmierten Lernen“) (2003 nachgedruckt durch die B. F. Skinner Foundation; Library of Congress Card Number 68-12340 E 81290)
- Walden Two. An utopian novel. Utopische Erzählung. Verlag Macmillan, New York 1948. (Neuauflage 1969 mit aktuellem Essay des Autors: Walden Two Revisited)
  - Futurum Zwei. Die Vision einer aggressionsfreien Gesellschaft. Wegner-Verlag, Hamburg 1970.
  - Taschenbuchausgabe: Futurum Zwei. „Walden Two.“ Die Vision einer aggressionsfreien Gesellschaft. Übersetzt von Martin Beheim-Schwarzbach. Rowohlt-Verlag, Reinbek bei Hamburg 1972, ISBN 3-499-16791-3.[12]
  - Walden Two. Die Vision einer besseren Gesellschaftsform. Neuübersetzung von Harry T. Master. Fi-Fa-Verlag, München 2002.
- Wissenschaft und menschliches Verhalten. Science and Human Behavior (downloadbare PDF-Datei). Kindler, München 1973, ISBN 3-463-00562-X.
- Die Funktion der Verstärkung in der Verhaltenswissenschaft. Kindler, München 1974, ISBN 3-463-00587-5.
- Jenseits von Freiheit und Würde. (Dt. Fassung von Beyond Freedom and Dignity.) Rowohlt, Reinbek bei Hamburg 1982, ISBN 3-498-06101-1.
- Was ist Behaviorismus? (Dt. Fassung von About Behaviorism.) Rowohlt, Reinbek bei Hamburg 1982, ISBN 3-498-06124-0.

## Belege
1. ↑  Steven J. Haggbloom u. a.: The 100 most eminent psychologists of the 20th century. In: Review of General Psychology. Band 6, Nr. 2, 2002, S. 139–152, doi:10.1037/1089-2680.6.2.139
 Die 100 bedeutendsten Psychologen des 20. Jahrhunderts. Auszug aus: Monitor on Psychology. Juli/August 2002, S. 28–29.
2. ↑  Member History: B. F. Skinner. American Philosophical Society, abgerufen am 3. Dezember 2018.
3. ↑  Joel Greenberg: B. F. Skinner now sees little Hope for the World’s Salvation. In: New York Times. 15. September 1981.
4. ↑  R. Rumph, C. Ninness, G. McCuller, S. K. Ninness: Guest editorial: Twenty years later, commentary on Skinner's ‚Why We Are Not Acting to Save the World‘. In: Behavior and Social Issues. Band 14, Nr. 1 2005, S. 1–6.
5. ↑  Why we are not acting to save the World. In: B. F. Skinner: Upon further reflection. Prentice-Hall, Englewood Cliffs, N. J. 1987, S. 1–14.
6. ↑  Siehe dazu: Burrhus Frederic Skinner: Superstition in the Pigeon. In: Journal of Experimental Psychology. Band 38, 1947, S. 168–172, (Volltext).
7. ↑  Sanfter Zwang. Freiheit und Menschenwürde, behauptet der US-Psychologe Skinner, sind eine Illusion. In: Der Spiegel. Nr. 40, 1971, S. 171–172.
8. ↑  Debora, das „Glashausbaby“. In: Weltpresse. Unabhängige Nachrichten und Stimmen aus aller Welt / Weltpresse, 14. Dezember 1945, S. 4 (online bei ANNO).
9. ↑  Deborah Skinner Buzan: „I was not a lab rat.“ In: The Guardian. 12. März 2004.
10. ↑  Nick Joyce, Cathy Faye: Skinner Air Crib. In: Observer. Band 23, Nr. 7, September 2010 (mit einer Abbildung der Air Crib).
11. ↑  „My reason for discussing Skinner’s book in such detail was that it was the most careful and thoroughgoing presentation of such speculations, an evaluation that I feel is still accurate. Therefore, if the conclusions I attempted to substantiate in the review are correct, as I believe they are, then Skinner’s work can be regarded as, in effect, a reductio ad absurdum of behaviorist assumptions.“ Noam Chomsky: A Review of B. F. Skinner's Verbal Behavior. In: Leon A. Jakobovits, Murray S. Miron (Hrsg.): Readings in the Psychology of Language. Prentice-Hall, 1967, S. 142–143; Volltext (Memento vom 22. Februar 2006 im Internet Archive).
12. ↑  Skinner 1948 (Walden Two) – Vorwort vom Autor 1969 und von Werner Correll zur deutschen Erstausgabe.

| Personendaten    | Personendaten                                                                                |
| ---------------- | -------------------------------------------------------------------------------------------- |
| NAME             | Skinner, B. F.                                                                               |
| ALTERNATIVNAMEN  | Skinner, Burrhus Frederic (vollständiger Name)                                               |
| KURZBESCHREIBUNG | US-amerikanischer Vertreter des Behaviorismus, prägte den Begriff „operante Konditionierung“ |
| GEBURTSDATUM     | 20. März 1904                                                                                |
| GEBURTSORT       | Susquehanna Depot, Pennsylvania                                                              |
| STERBEDATUM      | 18. August 1990                                                                              |
| STERBEORT        | Cambridge, Massachusetts                                                                     |